# Emerson Hancock
Emerson Christian Hancock (Cairo, Georgia, 31 de mayo de 1999), más conocido como Emerson Hancock, es un jugador profesional estadounidense de béisbol que se desempeña en la posición de lanzador en Seattle Mariners, equipo de las Grandes Ligas de Béisbol (MLB).

## Carrera
En 2023, Hancock hizo su debut en la MLB con el equipo Seattle Mariners, donde lleva jugando dos temporadas.